# Athetis delecta
Athetis delecta är en fjärilsart som beskrevs av Moore 1881. Athetis delecta ingår i släktet Athetis och familjen nattflyn. Inga underarter finns listade i Catalogue of Life.